# Words (canción)
«Words» (en español: «Palabras») es una canción escrita e interpretada por el cantautor francés F. R. David. El tema fue incluido en su álbum debut homónimo de 1982, y se vendieron 8 millones de copias en todo el mundo y alcanzó la posición #2 en las listas británicas en la primavera de 1982. Fue un gran éxito en Europa, alcanzó la posición #1 en Alemania, Suiza, Suecia, Austria y Noruega. También fue #1 en Sudáfrica a finales de 1982 y duró 25 semanas en las listas de éxitos musicales. La fotografía del vinilo 7" fue de la autoría de Vassili Ulrich.
En la década de los 2000, relanzó la canción en francés a dúo con la cantante Winda, titulado «Words, j'aime ces mots». F.R. David y Winda también hicieron el dúo en inglés.

## Personal
- F. R. David - voz y  guitarra rítmica
- Patrice Tison - guitarra principal
- Daniel Darras - sintetizadores
- Gilles Douieb- bajo
- Joël Fajerman - caja de ritmos
- Roger Rizzitelli - batería híbrida

## Formatos
Sencillo 7"
1. «Words» – 3:31
2. «When the Sun Goes Down» – 3:59

Maxi 12"
1. «Words» – 3:31
2. «When the Sun Goes Down» – 3:00

## Certificaciones
| País     | Certificación | Fecha | Ventas  |
| -------- | ------------- | ----- | ------- |
| Alemania | Platino       | 1983  | 500 000 |

## Posicionamiento en listas
| Lista (1982-1983)                            | Posición |
| -------------------------------------------- | -------- |
| Austrian Singles Chart                       | 1        |
| Dutch Mega Top 100                           | 2        |
| Eurochart Hot 100                            | 1        |
| German Singles Chart                         | 1        |
| Irish Singles Chart                          | 1        |
| Italian Singles Chart                        | 2        |
| Norwegian Singles Chart                      | 1        |
| Spanish Singles Chart                        | 1        |
| Swedish Singles Chart                        | 1        |
| Swiss Singles Chart                          | 1        |
| UK Singles Chart                             | 2        |
| U.S. Billboard Hot Adult Contemporary Tracks | 13       |
| Lista (1999)                                 | Posición |
| Finnish Singles Chart 1                      | 19       |
| Lista (2007)                                 | Posición |
| French SNEP Singles Chart 2                  | 27       |

| Fin de año (1982)   | Posición |
| ------------------- | -------- |
| Swiss Singles Chart | 1        |